# Cividade
Cividade is een plaats (freguesia) in de Portugese gemeente Braga en telt 1 884 inwoners (2001).